# Ляхово (Торжокский район)
Ляхово  — деревня в Торжокском районе Тверской области. Входит в состав Борисцевского сельского поселения.

## География
Находится в центральной части Тверской области на расстоянии приблизительно 6 км на юг-юго-запад по прямой от районного центра города Торжок.

## История
Деревня была отмечена еще на карте 1825 года. В 1859 году здесь (деревня Новоторжского уезда Тверской губернии) было учтено 27 дворов, в 1941 — 45.

## Население
Численность населения: 236 человек (1859 год), 108 (русские 83 %) в 2002 году, 115 в 2010.